# Femei în grădină
Femei în grădină este o pictură în ulei pe pânză, realizată în 1867 de pictorul francez Claude Monet. Este o pictură mare realizată în aer liber; dimensiunea pânzei a necesitat ca Monet să vopsească jumătatea superioară pânza fiind coborâtă într-o tranșee pe care o săpase, astfel încât să poată menține un singur punct de vedere pentru întreaga lucrare. Decorul este grădina unei proprietăți pe care a închiriat-o. Însoțitoarea sa și viitoarea soție Camille Doncieux a pozat pentru personaje. Monet a terminat lucrarea în interior și a folosit ilustrații de reviste pentru a reda haine la modă.
La acest moment, Monet era la începutul carierei sale, experimentând metode și subiecte. Picturile sale anterioare au avut succes la saloanele de la Paris, dar Femei în grădină a fost respinsă în 1867 pe motiv de slăbiciune subiectivă și narativă. Salonul a fost, de asemenea, tulburat de tușele puternice ale lui Monet, un stil care va deveni, desigur, unul dintre semnele distinctive ale impresionismului. Un jurat a comentat: „Prea mulți tineri nu se gândesc la altceva decât să continue în această direcție abominabilă. Este timpul să-i protejăm și să salvăm arta!” Pictura a fost cumpărată de colegul artist Frédéric Bazille pentru a-l susține pe Monet la un moment când nu avea bani.
Deși Musée d'Orsay, proprietarul tabloului, comentează că „Monet a redat cu abilitate albul rochiilor, ancorându-le ferm în structura compoziției”, Christoph Heinrich, autorul unei biografii Monet, notează cum posteritatea a găsit pictura cu lipsuri. Din acest punct de vedere, figurile apar slab integrate în scenă, femeia din dreapta „alunecând pe pământ ca și cum ar fi avut un cărucior ascuns sub rochie” [3]. Cu toate acestea, tratamentul picturii față de lumină și umbră este lăudat și, în acest sens, lucrarea ar fi putut să-i arate lui Monet care este calea sa artistică. The painting's treatment of light and shadow is lauded, however, and in this respect the work may have shown Monet where his artistic path lay.